# Girardia
Girardia es un género de platelmintos tricladidos de agua dulce.
Hasta el año 1991 se consideraba a Girardia como subgénero de Dugesia, pero fue elevado al rango de género. El antiguo género (Dugesia) se sigue empleando incorrectamente en trabajos recientes para algunas especies de Girardia, especialmente para Girardia dorotocephala y Girardia tigrina.

## Especies
El género Girardia comprende más de 40 especies que presentan pocas diferencias morfológicas entre ellas.
- Girardia anceps
- Girardia anderlani
- Girardia andina
- Girardia antillana
- Girardia arimana
- Girardia arizonensis
- Girardia aurita
- Girardia arndti
- Girardia avertiginis
- Girardia azteca
- Girardia barbarae
- Girardia biapertura
- Girardia bursalacertosa
- Girardia cameliae
- Girardia canai
- Girardia capacivasa
- Girardia chilla
- Girardia cubana
- Girardia dimorpha
- Girardia dorotocephala
- Girardia festae
- Girardia glandulosa
- Girardia graffi
- Girardia guatemalensis
- Girardia hoernesi
- Girardia hypoglauca
- Girardia informis
- Girardia jugosa
- Girardia longistriata
- Girardia mckenziei
- Girardia microbursalis
- Girardia nonatoi
- Girardia paramensis
- Girardia polyorchis
- Girardia rincona
- Girardia sanchezi
- Girardia schubarti
- Girardia seclusa
- Girardia somuncura
- Girardia sphincter
- Girardia striata
- Girardia tigrina
- Girardia titicacana
- Girardia tomasi
- Girardia typhlomexicana
- Girardia veneranda
- Girardia ururiograndeana